# Grijze kuifgors
De grijze kuifgors (Lophospingus griseocristatus) is een zangvogel uit de familie Thraupidae (tangaren).

## Verspreiding en leefgebied
Deze soort komt voor in de Andes van zuidoostelijk Bolivia en noordwestelijk Argentinië.